# Carl Vogt

Carl Vogt

August Christoph Carl Vogt (* 5. Juli 1817 in Gießen; † 5. Mai 1895 in Plainpalais) war ein deutsch-schweizerischer Naturwissenschaftler sowie ein demokratischer Politiker, der nach seiner Einbürgerung in der Schweiz als Reformer der Universität Genf wirkte. Im Materialismusstreit war Vogt ein Vertreter des naturwissenschaftlichen Materialismus. Als entschiedener Anhänger der Evolutionstheorie wird er von Charles Darwin in der Einleitung seines Buchs Die Abstammung des Menschen und die geschlechtliche Zuchtwahl namentlich erwähnt.

## Leben
Carl Vogt war der Sohn des liberalen Gießener Medizinprofessors Philipp Friedrich Wilhelm Vogt (1789–1861) und dessen Ehefrau Louise Follen, die 1834 in die Schweiz emigrieren mussten, sowie ein Neffe der Burschenschafter Adolf Ludwig Follen, Karl Follen und Paul Follen. Vogt studierte ab 1833 an der Hessischen Ludwigs-Universität Medizin in Gießen, ein Jahr später wechselte er zu Chemie unter Justus Liebig, der ihn förderte, seinen Materialismus aber ablehnte. Vogt war Mitglied der wegen ihrer politischen Tendenzen behördlich verfolgten Gießener Burschenschaft. Nach deren Auflösung schloss er sich dem daraus entstandenen Corps Palatia Gießen an. 1835 verhalf er einem Kommilitonen zur Flucht vor der politischen Polizei und musste ebenfalls Deutschland verlassen. Er ging zu seiner Familie nach Bern und setzte sein Medizinstudium fort, das er 1839 mit einer Dissertation über Beiträge zur Anatomie der Amphibien beendete.
Von 1839 bis 1845 forschte er zusammen mit Amanz Gressly und Pierre Jean Édouard Desor als Mitarbeiter von Louis Agassiz im damals preußischen Neuenburg über Anatomie und Entwicklungsgeschichte von Fischen. Dabei entdeckte er 1842 die Apoptose, den programmierten Zelltod, bei Untersuchungen über die Entwicklung der Kaulquappen der Gemeinen Geburtshelferkröte. Die Bedeutung dieser Entdeckung erschloss sich erst in der zweiten Hälfte des 20. Jahrhunderts. Schon in dieser Zeit befasste er sich mit Glaziologie, 1861 nahm er an der Nordlandexpedition Georg Bernas teil, die über Norwegen nach Island und Jan Mayen führte. Er studierte 1845 an der Sorbonne und untersuchte anschließend niedere Meerestiere in Nizza. In dieser Zeit war er u. a. mit den Anarchisten Michail Bakunin, Pierre-Joseph Proudhon und Georg Herwegh zusammen.
1847 wurde er auf Empfehlung von Justus Liebig und Alexander von Humboldt auf den neu eingerichteten Lehrstuhl für Zoologie in Gießen berufen. Er schloss sich dem Sonderbund, einer Gruppe junger Professoren, sowie dem Demokratischen Verein an. Zusammen mit Moritz Carriere, einem Schwiegersohn Liebigs, gab er die republikanische Freie Hessische Zeitung heraus. Anfang 1848 war er für kurze Zeit Befehlshaber der Bürgergarde im Rang eines Obersten.
1848 nahm Vogt am Vorparlament teil und war anschließend Delegierter im Fünfzigerausschuss. Vom 20. Mai 1848 bis zum 18. Juni 1849 war er Abgeordneter für Gießen in der Frankfurter Nationalversammlung. Dort zählte er zur radikaldemokratischen Fraktion Deutscher Hof und vertrat eine entschieden großdeutsche Position. Im Juni 1849 war er als Außenminister Mitglied der vom Rumpfparlament eingesetzten macht- und einflusslosen provisorischen Reichsregentschaft. Von 1849 bis 1850 war er außerdem Abgeordneter in den Landständen des Großherzogtums Hessen.

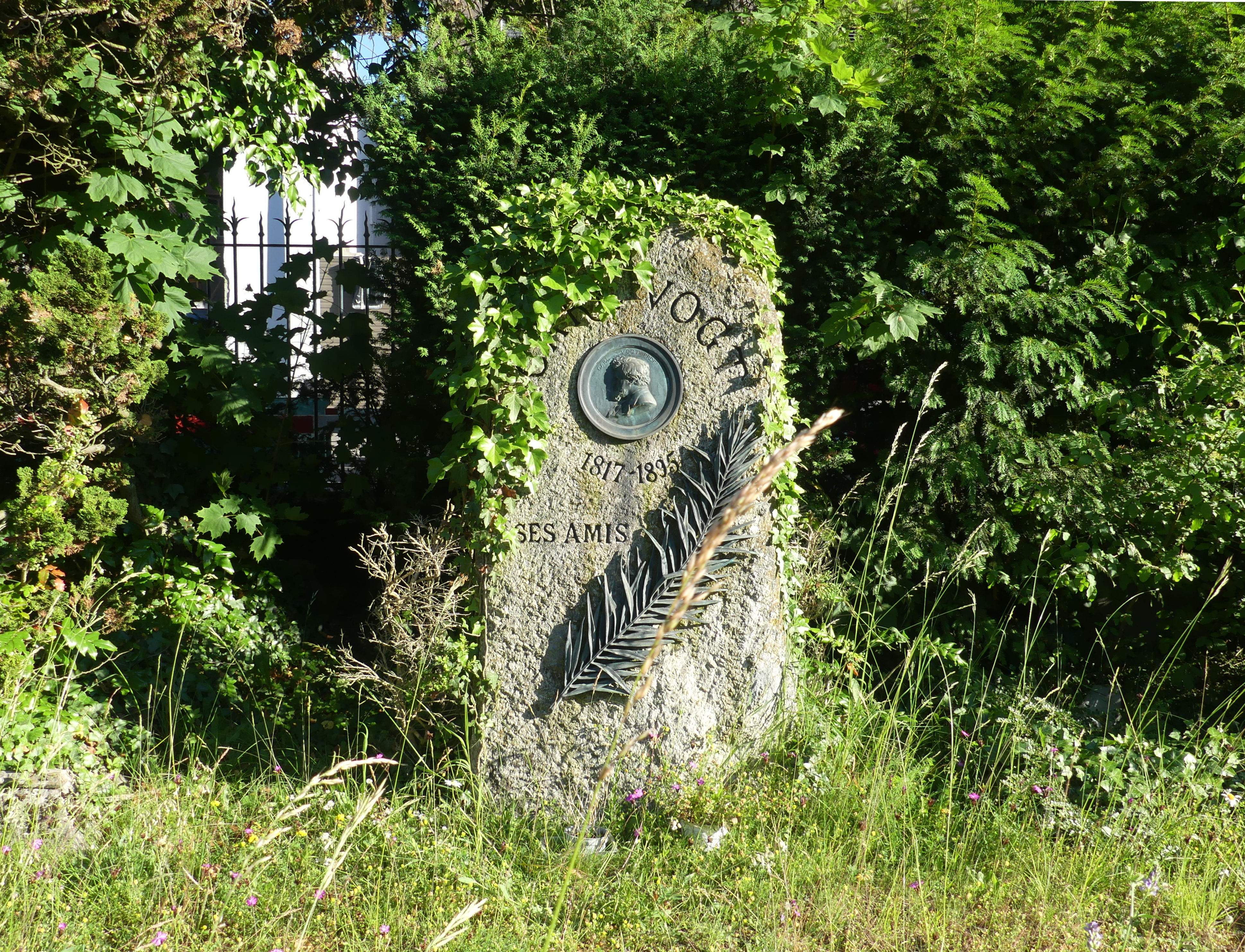
Vogts Grab auf dem Cimetière de Saint Georges in Genf

Vogt hatte zur Unterstützung der Badischen Revolution und des Pfälzischen Aufstands aufgerufen. Damit beging er im Sinne des geltenden Rechts Hochverrat am Großherzogtum Hessen-Darmstadt und wurde aus dem Staatsdienst entlassen.
Nach der Niederschlagung der Reichsverfassungskampagne musste er wieder nach Bern in die Schweiz emigrieren und wurde dort 1852 Professor für Geologie und 1872 Professor für Zoologie in Genf. 1856 gehörte er einer vom Genfer Bürgermeister James Fazy geführten Delegation an, die die Loslösung Neuenburgs von Preußen erreichte. Ab 1870 war er maßgeblich an der Reform der von Johannes Calvin begründeten Akademie beteiligt. 1874 bis 1876 war er erster Rektor der Universität. Nach seiner Einbürgerung 1861 war er Mitglied des Großen Rats von Genf und des schweizerischen Nationalrats. Genf ehrt ihn mit dem Boulevard Carl-Vogt und einer Büste am Eingang der Universität. Außerdem wurde er 1889 Ehrenmitglied der Berliner Gesellschaft für Anthropologie, Ethnologie und Urgeschichte. 1891 wurde er Mitglied der Deutschen Akademie der Naturforscher Leopoldina.

## Materialismus, Evolutionstheorie, Rasse und Geschlecht

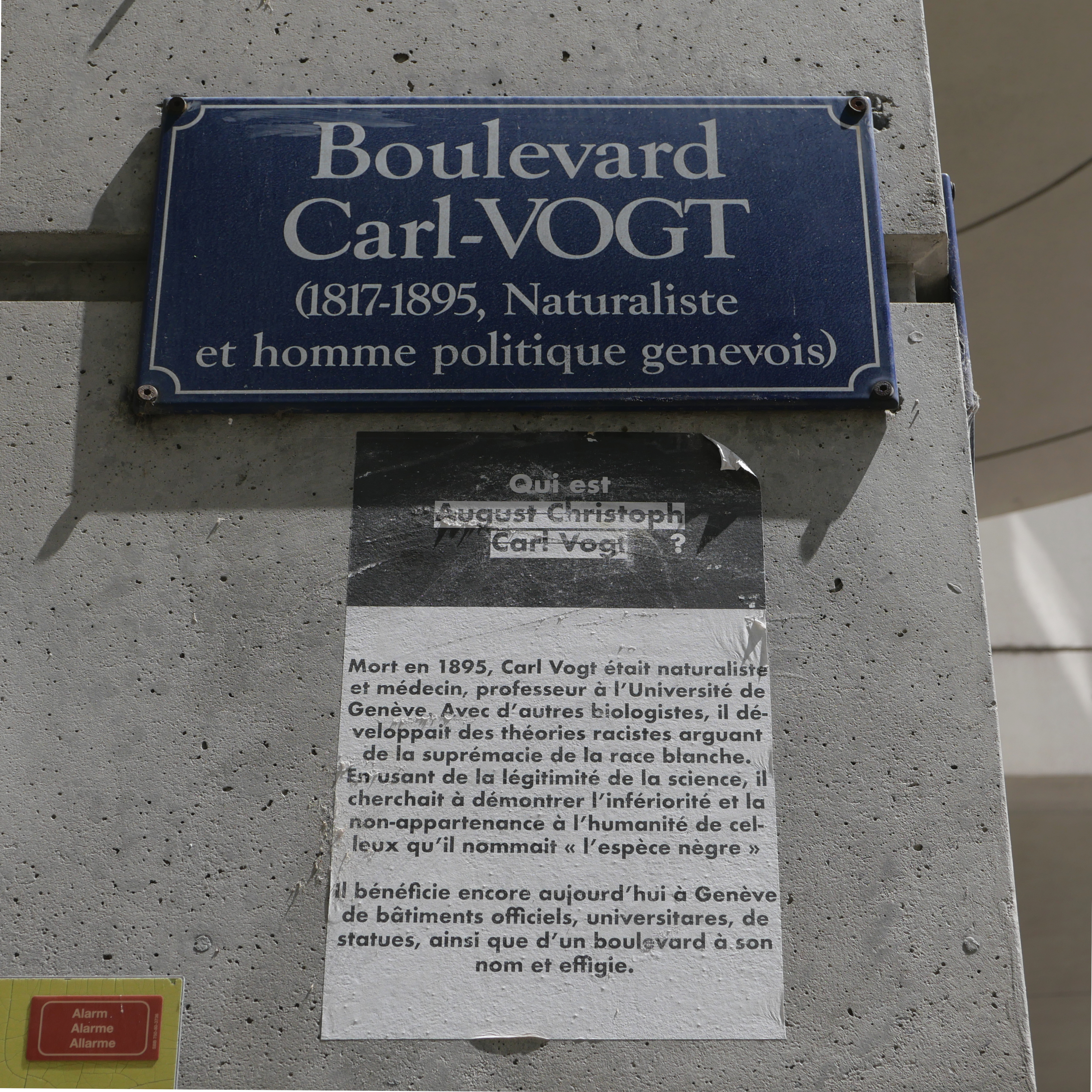
Foto von 2022 vom Straßenschild am Boulevard Carl-VOGT in Genf mit einem Plakat, das Vogts Thesen als rassistisch verurteilt und seine anhaltende Namensgeberschaft der Straße, mehrerer offizieller Gebäude sowie die Präsenz seiner Büste im öffentlichen Raum als unkritischen Umgang der Stadt mit ihrer Vergangenheit bemängelt

Im Materialismusstreit, der 1854 einen Höhepunkt erreichte, war Vogt ein Wortführer der Materialisten, während die Idealisten vor allem durch den bedeutenden Anatomen Rudolf Wagner vertreten wurden. Psychische Prozesse, die Seelentätigkeit, sind für Vogt nur Funktionen der Gehirnsubstanz, die Gedanken produziert ähnlich wie die Niere den Urin. Eine unsterbliche Seele anzunehmen, die sich des Gehirnes wie eines Instrumentes bedient, mit dem sie arbeiten kann, ist reiner Unsinn. Vogt behauptete einen direkten, materiellen Einfluss der Nahrung auf den Menschen, seinen Charakter und sein Verhalten: die Schwerfälligkeit der Teltower Rübenbauern sollte etwa aus den aufgenommenen Steckrübenatomen stammen. Nach 1848 leugnete Vogt offen die Willensfreiheit des Menschen.
Für Vogt gab es, wie Wagner in der Replik auf Vogt feststellte, nur folgerichtige Denker, die Materialisten, und alle anderen, blödsinnige und vernagelte Menschen. Für eine erkenntnisstiftende Rolle der Philosophie gab es bei Vogt keinen Platz. Polemisch wertete er Philosophie, insbesondere Metaphysik, und Theologie, sogar philosophierende Naturforscher als übriges Beiwerk zu den Naturwissenschaften ab: auf das übrige, theils philosophische, theils kirchlich-religiöse Beiwerk, womit selbst Naturforscher ihr haltloses Gebäude ausschmücken wollten, werden wir nur hier und da einige streifende Blicke werfen können. Ist es ja doch ziemlich einerlei, ob Schopenhauer den Unterschied des Menschen vom Affen in den Willen, Herr Bischoff in München dagegen (auch ein Philosoph!) in das Selbstbewußtsein verlegt.
Diese Grundhaltung zeigte sich auch bei Vogts Parteinahme für Evolutionstheorien. Gegen solche polemisierte er, als er sie noch als naturphilosophische Spekulation verstand (1852): Der komischen Ausstaffierung entkleidet, welche die Naturphilosophen … dieser Theorie zu geben wußten, hat sie dennoch eine Seite, welche uns von großer Wichtigkeit erscheint. Sie … entfernt gänzlich den Machtspruch einer denkenden Persönlichkeit, eines Schöpfers, der von vielen anderen Naturforschern angenommen wird. Diese weltanschauliche Konsequenz hob Vogt nach Erscheinen von Darwins Werk daran besonders hervor (1863). Darwin verhielt sich zu Vogt, ähnlich wie zu Ludwig Büchner, allerdings sehr distanziert und konnte verhindern, dass ausgerechnet Vogt, wie beabsichtigt, Darwins Buch Variation under Domestication ins Deutsche übersetzte.
Trotz seiner anfänglich skeptischen Haltung hatte Vogt 1851 eine deutsche Übersetzung von Robert Chambers’ anonym publizierten Vestiges of the Natural History of Creation erstellt und herausgebracht, worin die Evolutionsvorstellung popularisiert wurde (1851). Dabei erläuterte er in einer Anmerkung, dass ihm beides lächerlich erscheint: Ein Schöpfer, der 25 Mal eingreift, bis er endlich das rechte trifft, und ein Schöpfer, der nach Erschaffung der Welt in Pension geht.
Vogt vertrat, ähnlich wie Georg Forster, den Standpunkt, dass sich mehrmals unabhängig voneinander menschenähnliche Affen entwickelt hätten, aus denen schließlich verschiedene Menschenarten hervorgegangen (diese These wird Polygenismus genannt, d. h. die Entstehung der Menschheit aus mehreren Ursprüngen, nicht aus einer einzigen Affe-Mensch-Übergangsform). Bereits Karl Ernst von Baer warnte (in der russischen Zeitschrift Naturalist 1865) vor den impliziten Folgen dieses Polygenismuskonzeptes.

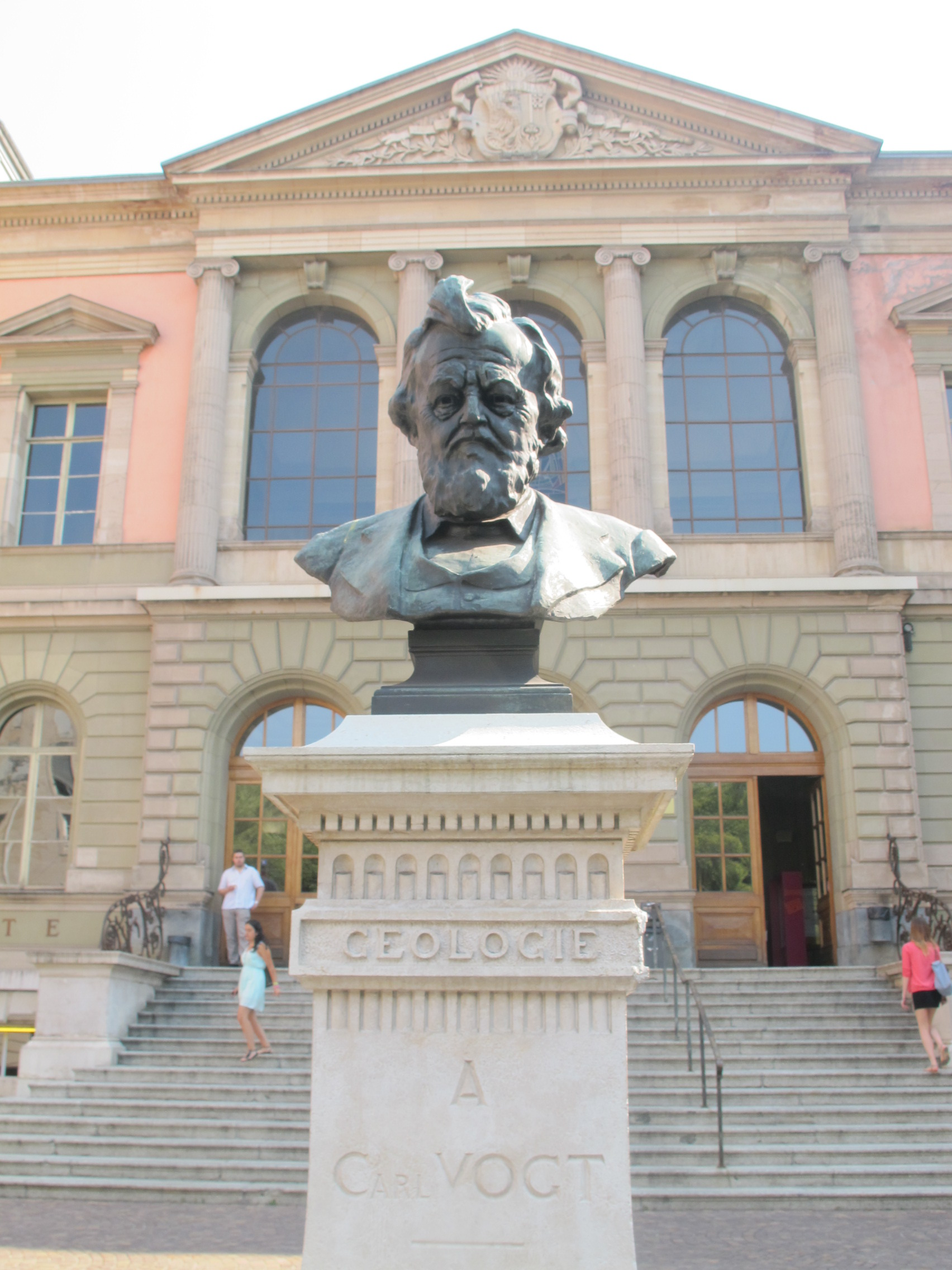
Büste vor Uni-Hauptgebäude in Plainpalais

In diesen Zusammenhang gehören auch Vogts rassistische und sexistische Auffassungen; Vogt argumentierte dabei „wissenschaftlich“, nämlich anatomisch. Schwarze sah er für minderwertig an, am tiefsten stehend schwarze Frauen; die beiden Endpunkte der Menschheit lagen für Vogt in den Negern einerseits und in den Germanen andererseits, eine Summe der Unterschiede, die letztlich größer ist als diejenige der Unterschiede zwischen zwei Affenarten. Schwarze erinnern, so Vogt, unwiderstehlich an den Affen: der kurze Hals, die langen, mageren Glieder, der aufgetriebene Hängebauch – Alles dies läßt unverkennbar den verwandten Affen durch die Menschenhülle hervorschimmern. Schädel- und Gehirnbau, Zahnlücken, die Krümmung der Wirbelsäule, Extremitätenknochen und Bau von Hand und Fuß (in der That ein, so Vogt, entschiedener Plattfuß) zeigten entschiedenste Hinneigungen zum thierischen Typus, die intellectuellen Fähigkeiten des Schwarzen bleiben stationär und das Individuum, wie die Rasse im Ganzen werden unfähig, weiter vorzuschreiten. Die schwarze „Rasse“, prinzipiell unfähig zum Fortschritt und zu höheren Kulturleistungen, wäre evolutiv angesiedelt zwischen den Menschenaffen und den höchststehenden Menschen: Die stete Arbeit kennt der Schwarze nicht, eben so wenig die Voraussicht in die Zukunft; … im übrigen aber kann man dreist behaupten, daß die ganze Rasse weder in der Vergangenheit, noch in der Gegenwart irgend etwas geleistet hat, welches zum Fortschritte des Entwickelungsganges der Menschheit nöthig oder der Erhaltung werth gewesen wäre. Zwischen Schwarzen und Menschenaffen würden die angeborenen Schwachsinnigen vermitteln: Man braucht nur die Schädel des Chimpanse, Idioten und Negers neben einander zu stellen, wie wir hier thun, um zu zeigen, daß der Idiot sich genau zwischen die beiden in jeder Beziehung seinen Platz anweisen läßt. Frauen würden ähnlich Kindern oder niederen Rassen einen evolutionär älteren Zustand konservieren, die Ungleichheit der Geschlechter werde daher notwendigerweise umso größer, je mehr die Civilisation fortgeschritten ist. Besonders Gehirn- und Schädelbau beweisen nach Vogt, daß der Abstand der Geschlechter in Bezug auf die Schädelhöhle mit der Vollkommenheit der Rasse zunimmt, so daß der Europäer weit mehr die Europäerin überragt, als der Neger die Negerin.

## Streit mit Karl Marx
Nach 1850 geriet er in Gegensatz zu den Sozialisten um Karl Marx. 1860 beschuldigte ihn Marx in seiner Schrift Herr Vogt, ein bezahlter Agent von Kaiser Napoléon III. gewesen zu sein, und mitverantwortlich für die Ausweisung Wilhelm Liebknechts aus der Schweiz 1850. Vogt vertrat frankophile und antipreußische Ansichten, z. B. in Studien zur Lage Europas 1859 oder in den Politischen Briefen 1870–1871. Zum Dank wurde er zum Großritter der Ehrenlegion ernannt. Die französische Republik veröffentlichte auch Akten der kaiserlichen Verwaltung, in denen eine Zahlung von 40.000 Francs an eine Person Vogt erwähnt wird. Es konnte jedoch nicht geklärt werden, ob es sich um Carl Vogt handelte.

## Schriften
- Untersuchungen über die Entwicklungsgeschichte der Geburtshelferkröte. (Alytes obstetricans). Jent und Gassman, Solothurn 1842, S. 130.
- Im Gebirg und auf den Gletschern. 1843.
- Lehrbuch der Geologie und Petrefactenkunde. 1846.
- Physiologische Briefe. 1847; 2., verm. und verb. Aufl. 1854 (Digitalisat)
- Die politischen Aufgaben der Opposition in unserer Zeit. 1849.
- Zoologische Briefe. 2 Bände. 1851. (Digitalisat und Volltext im Deutschen Textarchiv Bd. 1, Digitalisat und Volltext im Deutschen Textarchiv Bd. 2)
- Untersuchungen über Thierstaaten. 1851. (Digitalisat und Volltext im Deutschen Textarchiv)
- Bilder aus dem Thierleben. 1852. doi:10.5962/bhl.title.1729
- Köhlerglaube und Wissenschaft. Eine Streitschrift gegen den Hofrat Rudolph Wagner in Göttingen. 1855.
- Studien zur gegenwärtigen Lage Europas. 1859.
- Altes und Neues aus Tier- und Menschenleben. 2 Bände. 1859.
- Vorlesungen über den Menschen, seine Stellung in der Schöpfung und in der Geschichte der Erde. 1863.
- Nord-Fahrt entlang der Norwegischen Küste, nach dem Nordkap, den Inseln Jan Mayen und Island. 1863.
- Physiologie des Geschmacks. 1865.
- Politische Briefe. 1870–1871.
- Die Säugetiere in Wort und Bild. 1883.
- Lehrbuch der praktischen vergleichenden Anatomie. 2 Bände. 1885 bis 1895.
- Aus meinem Leben. Erinnerungen und Rückblicke. Stuttgart 1896, unvollendet. (bis 1840) Internet Archive
  - Herausgegeben von Eva-Marie Felschow und Heiner Schnelling sowie Bernhard Friedmann unter Berücksichtigung der Vorarbeiten von Gerhard Bernbeck (= Studia Giessensia, Band 7) Gießen 1997.
- Erinnerungen an die Deutsche Nationalversammlung 1848/49. Giessen 2002, Berichte der Justus Liebig-Gesellschaft Band 6. ISSN 0940-3426/6.

## Übersetzungen
- Edouard Desor: Die Besteigung des Jungfrauhorns durch Agassiz und seine Gefährten. Jent und Gassmann, Solothurn 1842 (Übersetzung von L’ascension de la Jungfrau effectuée le 28 août 1841 par MM. Agassiz, Forbes, Du Chatelier et Desor, 1841).
- Robert Chambers: Natürliche Geschichte der Schöpfung des Weltalls, der Erde und der auf ihr befindlichen Organismen. Vieweg, Braunschweig 1851; 2., verbesserte Auflage 1858 (Übersetzung von Vestiges of the Natural History of Creation, 1844).
- Jean Anthelme Brillat-Savarin: Physiologie des Geschmacks oder physiologische Anleitung zum Studium der Tafelgenüsse 1865 (Übersetzung von La Physiologie du Goût, 1826).